# Йон Фредріксен
Йон Елведал Фредріксен (Elvedal FREDRIKSEN) (23 серпня 1969, Копенгаген) — норвезький дипломат. Надзвичайний і Повноважний посол Норвегії в Україні.

## Біографія
Народився 23 серпня 1969 року в Копенгагені. Йон Фредріксен працював у Генеральному Консульстві Королівства Норвегія в м. Мурманськ як Консул з 1998 по 2001 рік. Згодом був призначений на посаду Першого секретаря Посольства Норвегії в Росії.  З 2004 по 2006 рік пан Фредріксен був старшим радником Міністерства промисловості і торгівлі Норвегії, потім старшим радником при Департаменті політики безпеки МЗС Норвегії, а з жовтня 2006 року до вступу на посаду Генерального Консула Королівства Норвегія в м.Мурманські Йон Фредріксен був заступником генерального директора відділу з питань Крайньої Півночі, ресурсів і Росії при Міністерстві закордонних справ Норвегії. З 2011 року — Надзвичайний і Повноважний Посол Норвегії в Києві.